# Вулиця Дружби народів (Мілове—Чертково)
Вулиця Дружби народів (рос. улица Дружбы народов) — прикордонна вулиця, що розділяє дві країни (Україну та Росію) та проходить у двох населених пунктах — Мілове (Луганська область, з українського боку) та Чертково (Ростовська область, з російського боку). Непарні номери будинків розташовані у Міловому, а парні — у Чертково.

## Історія

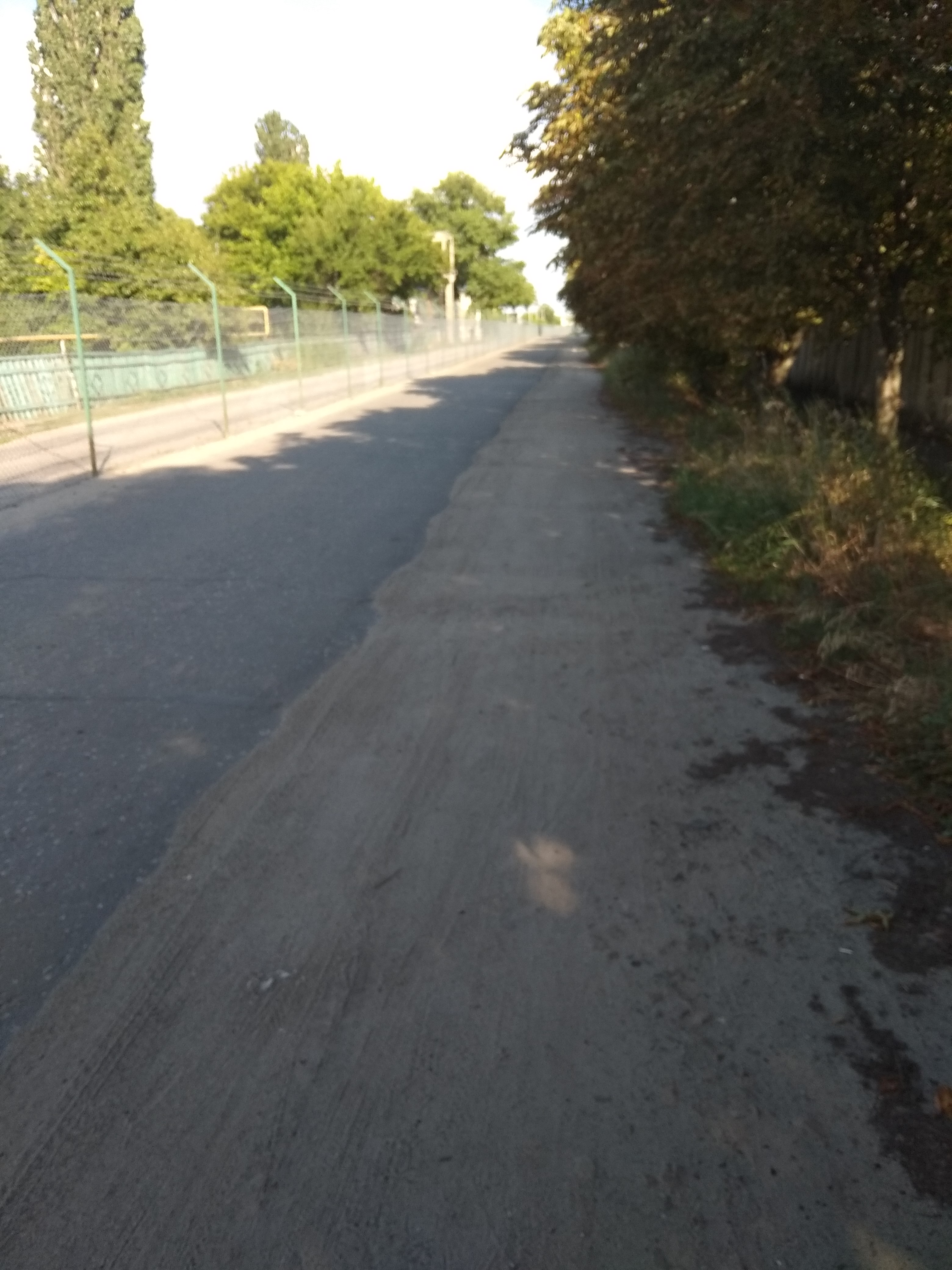
Вулиця Дружби Народів у смт Мілове, по середині якої проходить державний кордон між Україною та Росією

У роки СРСР вулиця носила ім'я Леніна.
На вулиці щорічно проводився міжнародний фестиваль «Вулиця Дружби» , який раніше носив назву «фестиваль традиційної та сучасної української культури «Вулиця Дружби».
Після загострення російсько-українських відносин у 2014 році, внаслідок збройного конфлікту, перетин кордону суттєво ускладнився. Внаслідок цього в заручниках опинилася частина будинків по вулиці Дружби народів з російської сторони, яка опинилася важкодоступною з іншої території Російської Федерації, тому потрапити туди можна пішки через залізничний переїзд. Автомобілем можливо потрапити лише через територію України. Місцева влада надала можливість мешканцям переселитися. 
Крім того, існує багато будинків та садибних ділянок через які проходить російсько-український кордон.

## Галерея

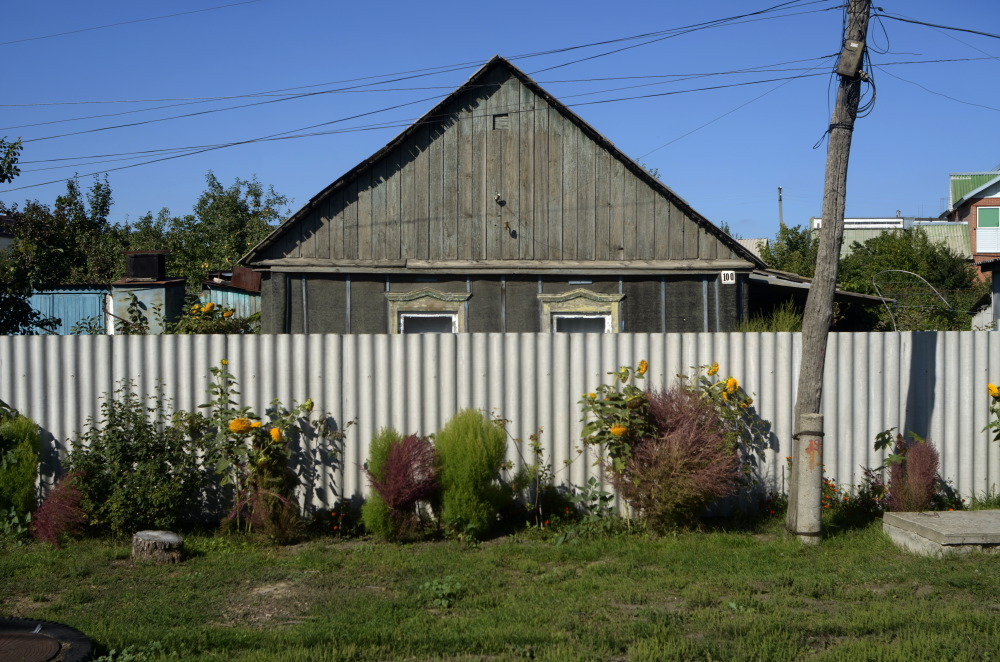
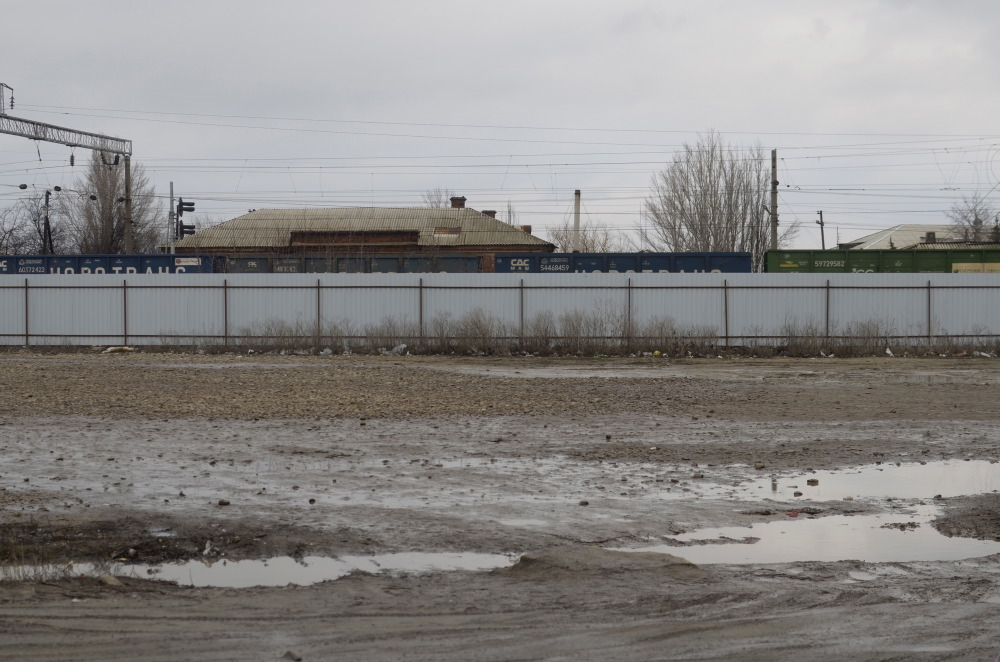
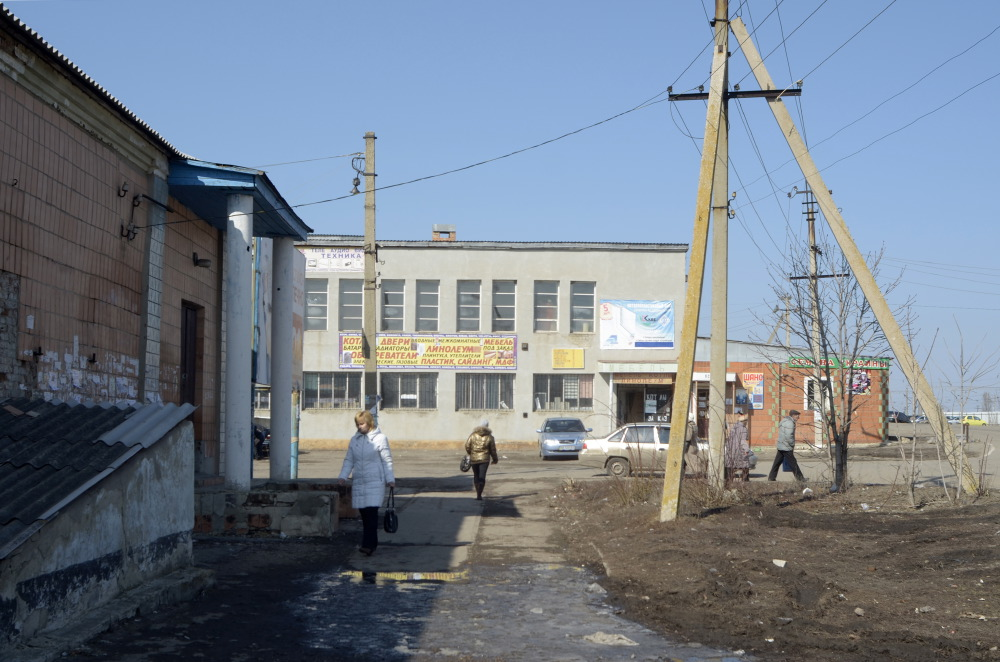
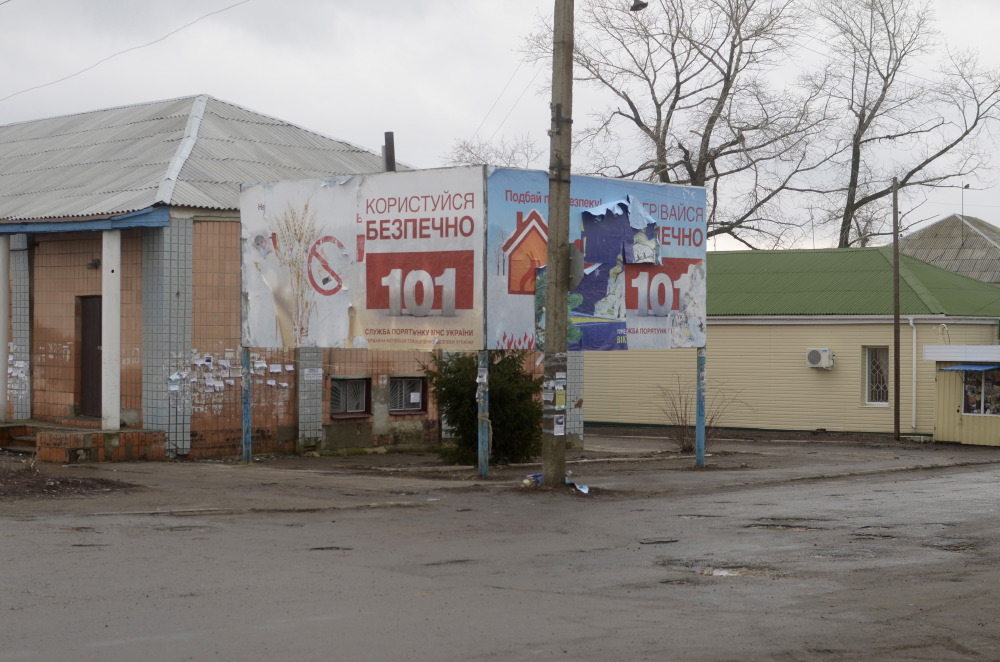